# Viorel Manole
Viorel Manole, né le 31 mai 1956 à Brașov en Roumanie, est un joueur de volley-ball roumain. 

## Carrière
Viorel Manole participe aux Jeux olympiques de 1980 à Moscou et remporte la médaille de bronze avec l'équipe roumaine composée de Marius Căta-Chițiga, Laurențiu Dumănoiu, Günther Enescu, Dan Gîrleanu, Sorin Macavei, Nicolae Pop, Florin Mina, Corneliu Oros, Valter Chifu, Constantin Sterea et Nicu Stoian.